# 庄圩站
庄圩站（原名泗阳站）是位于江苏省泗阳县庄圩乡的一个铁路车站，邮政编码223713。车站有新长铁路经过该站，车站及其上下行区间未电气化，距离新沂站71公里。车站隶属上海铁路局，现仅办理专用线货运业务，不办理客运业务，是四等站。
庄圩站建于1995年，1998年3月5日开通，原名泗阳站。车站货场因周围的淮沭新河庄圩大桥受损严重而于2005年停办货运业务，2007年11月29日恢复:297。2014年车站改为现名。车站目前办理货物运输，主要到发品为粮食、化肥及农副类。站内货场设有2条货运线:297，设有通往泗阳安厦实业有限公司的专用线。  